# Claus-Jürgen Estler
Claus-Jürgen Estler (* 22. Mai 1930 in Merseburg) ist ein deutscher Mediziner, Toxikologe, Pharmakologe und Hochschullehrer.

## Leben
Nach dem Schulbesuch in Berlin, Dresden und Regensburg studierte er von 1950 bis 1955 Medizin an den Universitäten München (Außenstelle Regensburg), Bern, Tübingen und Erlangen. Dort wurde er  mit einer Arbeit über Die Bestimmung von Adenosinpolyphosphaten im Gehirn von Mäusen 1956 promoviert. Er habilitierte sich 1964 ebenfalls dort über Stoffwechselveränderungen des Gehirns im Verlauf der nicht letalen Kaliumcyanidvergiftung und ihre Beeinflussung durch Cyanidantagonisten. Als Stipendiat ging er 1967 zum Toxikologen Bernard B. Brodie an die US-amerikanischen National Institutes of Health.
Zurück in Erlangen wurde Estler 1970 Facharzt für Pharmakologie und Toxikologie und außerplanmäßiger Professor. Er übernahm 1976 den in Erlangen neu eingerichteten Lehrstuhl für Toxikologie und Chemotherapie, 1978 umbenannt in Toxikologie und Pharmakologie, am Institut für Experimentelle und Klinische Pharmakologie und Toxikologie.
1995 wurde er emeritiert.

## Werk
Estler untersuchte zunächst Vergiftungen durch Cyanide, Kohlenmonoxid, halogenierte Kohlenwasserstoffe und Alkohol. Später erweiterte sich das umfangreiche Spektrum seiner Forschungsthemen weiter.

## Ehrungen
- Ehrennadel der Deutschen Zahnärzteschaft in Silber[2]

## Publikationen (Auswahl)
- mit W. Kirch: Zahnärztliche Arzneitherapie - Grundlagen der Arzneimittelwirkungen. 3. Aufl. Regensburg: Roderer 2013, ISBN 978-3-89783-774-4
- (als Hrsg.): Pharmakologie und Toxikologie. 5. Aufl. Stuttgart: Schattauer 2000, ISBN 978-3-7945-1898-2
- Arzneimittel im Alter: Grundlagen für die Arzneimitteltherapie des älteren Menschen. 2. Aufl. Stuttgart: Wissenschaftliche Verlags-Gesellschaft 1997, ISBN 978-3-8047-1499-1
- mit M. Alexander, F. Legler: Antibiotika und Chemotherapeutika: bakteriologische Grundlagen, Pharmakologie und therapeutischer Einsatz antibakteriell wirksamer Arzneistoffe. 2. Aufl. Stuttgart: Wissenschaftliche Verlags-Gesellschaft 1995, ISBN 978-3804713314